# Nogent-le-Bernard
Pour les articles homonymes, voir Nogent.
Nogent-le-Bernard est une commune française, située dans le département de la Sarthe en région Pays de la Loire, peuplée de 876 habitants.
Bien que située dans la région naturelle du Perche sarthois, la commune fait partie de la province historique du Maine.

## Géographie
| Saint-Cosme-en-Vairais | Saint-Cosme-en-Vairais | Pouvrai (Orne), Bellou-le-Trichard (Orne) |
| Rouperroux-le-Coquet   | Nogent-le-Bernard      | La Chapelle-du-Bois                       |
| Bonnétable             | Saint-Georges-du-Rosay | Dehault                                   |

### Climat
Pour des articles plus généraux, voir Climat des Pays de la Loire et Climat de la Sarthe.
En 2010, le climat de la commune est de type climat océanique dégradé des plaines du Centre et du Nord, selon une étude du CNRS s'appuyant sur une série de données couvrant la période 1971-2000. En 2020, Météo-France publie une typologie des climats de la France métropolitaine dans laquelle la commune est exposée à un climat océanique altéré et est dans une zone de transition entre les régions climatiques « Normandie (Cotentin, Orne) » et « Moyenne vallée de la Loire ».
Pour la période 1971-2000, la température annuelle moyenne est de 10,7 °C, avec une amplitude thermique annuelle de 14,4 °C. Le cumul annuel moyen de précipitations est de 749 mm, avec 12 jours de précipitations en janvier et 7,4 jours en juillet. Pour la période 1991-2020, la température moyenne annuelle observée sur la station météorologique de Météo-France la plus proche, « Commerveil_sapc », sur la commune de Commerveil à 13 km à vol d'oiseau, est de 11,9 °C et le cumul annuel moyen de précipitations est de 712,2 mm,. Pour l'avenir, les paramètres climatiques de la commune estimés pour 2050 selon différents scénarios d'émission de gaz à effet de serre sont consultables sur un site dédié publié par Météo-France en novembre 2022.

## Urbanisme

### Typologie
Au 1er janvier 2024, Nogent-le-Bernard est catégorisée commune rurale à habitat dispersé, selon la nouvelle grille communale de densité à sept niveaux définie par l'Insee en 2022.
Elle est située hors unité urbaine. Par ailleurs la commune fait partie de l'aire d'attraction de La Ferté-Bernard, dont elle est une commune de la couronne,. Cette aire, qui regroupe 37 communes, est catégorisée dans les aires de moins de 50 000 habitants,.

### Occupation des sols
L'occupation des sols de la commune, telle qu'elle ressort de la base de données européenne d’occupation biophysique des sols Corine Land Cover (CLC), est marquée par l'importance des territoires agricoles (89,3 % en 2018), une proportion sensiblement équivalente à celle de 1990 (89,5 %). La répartition détaillée en 2018 est la suivante : 
terres arables (55,2 %), prairies (30,9 %), forêts (9 %), zones agricoles hétérogènes (3,1 %), zones urbanisées (1,7 %). L'évolution de l’occupation des sols de la commune et de ses infrastructures peut être observée sur les différentes représentations cartographiques du territoire : la carte de Cassini (XVIIIe siècle), la carte d'état-major (1820-1866) et les cartes ou photos aériennes de l'IGN pour la période actuelle (1950 à aujourd'hui).

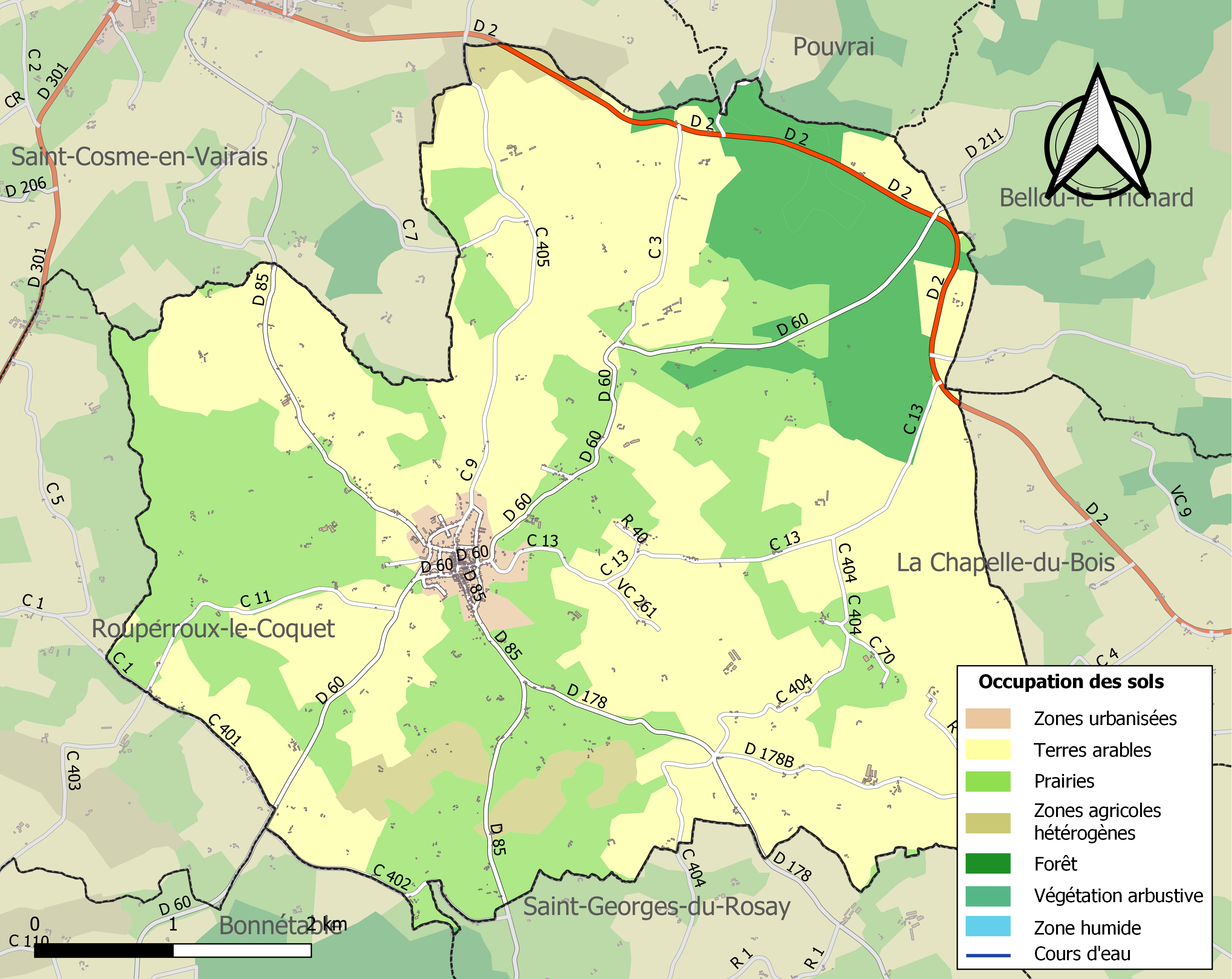
Carte des infrastructures et de l'occupation des sols de la commune en 2018 (CLC).

## Toponymie
Le nom de la localité est attesté sous les formes Noginto en 616 de Novigento en 1093 et de Nogento vers 1186. Les toponymes Nogent et Nohant sont issus du gaulois novientum signifiant « agglomération nouvelle ».. Ils sont ainsi synonymes des Villeneuve et Neuville. Bernard est un patronyme lié au premier élément par le déterminant le qui, en ancien français, pouvait avoir valeur de démonstratif (« Nogent, celui de Bernard »).
Le gentilé est Nogentais.

## Histoire
À la création des cantons, Nogent-le-Bernard est chef-lieu de canton. Ce canton est supprimé lors du redécoupage cantonal de l'an IX (1801).
Le dernier loup abattu officiellement dans le département de la Sarthe (avec versement d'une prime) a été tué en juillet 1893 à Nogent-le-Bernard.
Le loup (Canis lupus) était le prédateur majeur d'Europe occidentale jusqu'au XIXe siècle. Il s'est alors considérablement raréfié, disparaissant totalement de nombreux pays. En Sarthe, le loup est commun partout jusqu'au début du XIXe siècle. Il disparait ensuite progressivement de la région du Mans puis du sud du département. Après 1870, il n'est plus présent que sur la frange nord-ouest du département (région de Sillé, Alpes mancelles, massif de Perseigne). Par la suite, il est possible que des individus isolés aient encore été présents, en provenance du réservoir de population breton qui perdure jusqu'au début du XXe siècle. Les données plus récentes ne peuvent correspondre qu'à des spécimens échappés de captivité.
Un des derniers loups de Sarthe est exposé au Musée Vert, musée d'histoire naturelle du Mans. Ce loup avait été tué en forêt de Perseigne en 1880.

## Politique et administration
| Période                                  | Période       | Identité                                 | Étiquette | Qualité                                     |
| ---------------------------------------- | ------------- | ---------------------------------------- | --------- | ------------------------------------------- |
| 1790                                     | 1791          | Louis Goullet puis Jean François Manguin |           |                                             |
| 1791                                     | 1792          | Louis Anne Beaudoux                      |           |                                             |
| 1792                                     | 1793          | Jean Marine Le Roy                       |           |                                             |
| 1793                                     | 1800          | Jean Pichot                              |           |                                             |
| 1800 (an 8 de la République)             | 1803          | Jean François Mangin                     |           |                                             |
| 1803 (an 11 de la République)            | 1812          | Louis Goullet                            |           |                                             |
| 1812                                     | 1818          | François de Sallet                       |           |                                             |
| 1818                                     | 1822          | René Guenoux                             |           |                                             |
| 1822                                     | 1826          | Jean Le Barbier                          |           |                                             |
| 1826                                     | 1830          | Marin Lallier                            |           |                                             |
| 1830                                     | 1836          | François Joseph Mouton                   |           |                                             |
| 1836                                     | 1848          | François Pilet                           |           |                                             |
| 1848                                     | 1851          | François Joseph Mouton                   |           |                                             |
| 1851                                     | 1871          | Édouard Charles Yzeux                    |           |                                             |
| 1871                                     | 1874          | François Joseph Mouton                   |           |                                             |
| 1874                                     | 1876          | René Collet                              |           |                                             |
| 1876                                     | 1878          | Eudes Felin Macrez                       |           |                                             |
| 1878                                     | 1881          | René Letessier                           |           |                                             |
| 1881                                     | 1912          | Georges Delante                          |           |                                             |
| 1912                                     | 1914          | René Bellanger                           |           |                                             |
| 1914                                     | 1919          | Henri Hubert                             |           |                                             |
| 1919                                     | 1929          | Hilaire Besnier                          |           |                                             |
| 1929                                     | 1955          | Alexandre Guy                            |           |                                             |
| 1955                                     | 1965          | Louis Tournet                            |           |                                             |
| 1965                                     | 1971          | Théophile Gouyer                         |           |                                             |
| 1971                                     | 1987          | Roland Chartrain                         |           |                                             |
| 1987                                     | mars 2001     | Léon Hubert                              |           |                                             |
| mars 2001                                | mars 2008     | Dominique Catherine                      |           |                                             |
| mars 2008                                | juillet 2020  | Alain Bidault                            | SE        | Directeur retraité d'établissements sociaux |
| juillet 2020                             | décembre 2022 | Alain Le Bray                            | SE        | Retraité                                    |
| mars 2023                                | En cours      | Anita Mercurin-Launay                    | SE        |                                             |
| Les données manquantes sont à compléter. |               |                                          |           |                                             |

Le conseil municipal est composé de quinze membres dont le maire et trois adjoints.

## Démographie
L'évolution du nombre d'habitants est connue à travers les recensements de la population effectués dans la commune depuis 1793. Pour les communes de moins de 10 000 habitants, une enquête de recensement portant sur toute la population est réalisée tous les cinq ans, les populations de référence des années intermédiaires étant quant à elles estimées par interpolation ou extrapolation. Pour la commune, le premier recensement exhaustif entrant dans le cadre du nouveau dispositif a été réalisé en 2007.
En 2022, la commune comptait 876 habitants, en évolution de −5,81 % par rapport à 2016 (Sarthe : −0,25 %, France hors Mayotte : +2,11 %).
Nogent-le-Bernard a compté jusqu'à 3 020 habitants en 1831.
| 1793  | 1800  | 1806  | 1821  | 1831  | 1836  | 1841  | 1846  | 1851  |
| ----- | ----- | ----- | ----- | ----- | ----- | ----- | ----- | ----- |
| 2 332 | 2 526 | 2 541 | 2 840 | 3 020 | 2 543 | 2 414 | 2 408 | 2 279 |

| 1856  | 1861  | 1866  | 1872  | 1876  | 1881  | 1886  | 1891  | 1896  |
| ----- | ----- | ----- | ----- | ----- | ----- | ----- | ----- | ----- |
| 2 210 | 2 114 | 2 045 | 1 900 | 1 886 | 1 825 | 1 751 | 1 594 | 1 540 |

| 1901  | 1906  | 1911  | 1921  | 1926  | 1931  | 1936  | 1946  | 1954  |
| ----- | ----- | ----- | ----- | ----- | ----- | ----- | ----- | ----- |
| 1 572 | 1 558 | 1 578 | 1 431 | 1 315 | 1 253 | 1 255 | 1 268 | 1 164 |

| 1962  | 1968 | 1975 | 1982 | 1990 | 1999 | 2006 | 2007 | 2012 |
| ----- | ---- | ---- | ---- | ---- | ---- | ---- | ---- | ---- |
| 1 156 | 950  | 788  | 699  | 777  | 797  | 867  | 876  | 937  |

| 2017 | 2022 | - | - | - | - | - | - | - |
| ---- | ---- | - | - | - | - | - | - | - |
| 914  | 876  | - | - | - | - | - | - | - |

## Économie
- Agriculture.
- Commerces, artisans.
- Maison de retraite médicalisée.

## Culture locale et patrimoine

### Lieux et monuments

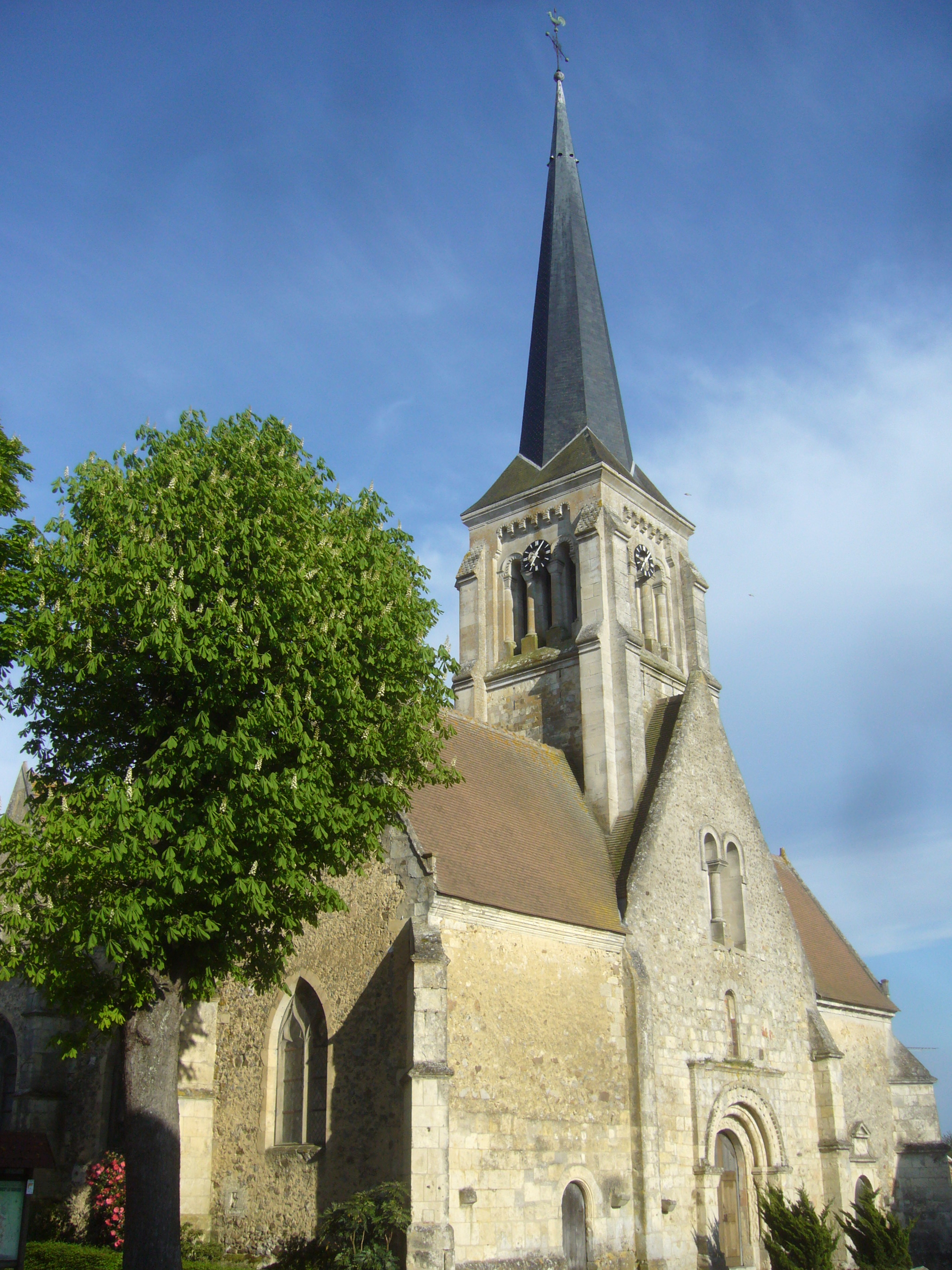
L'église Saint-Jouin-de-Marnes de Nogent-le-Bernard.

- Église Saint-Jouin-de-Marnes des XIe – XIIe siècles, agrandie aux XVIe et XVIIe siècles, classée au titre des monuments historiques, à l'exception de son clocher[26], reconstruit entre 1850 et 1852. Elle possède un portail roman sculpté.
- Menhir de Courtevrais de la période néolithique, classé au titre des monuments historiques depuis le 20 octobre 1983[27].
- Château de Haut Éclair de fin XVIe et XIXe siècles.
- Château de Goyette, de 1897.
- Lavoir de 1880.
- Mairie-école de 1888 1890.

### Sports
Le Sporting Club de Nogent-le-Bernard fait évoluer une équipe de football en division de district.

### Manifestations
Fête communale le premier dimanche de juin.

### Héraldique
| Blason de Nogent-le-Bernard | Blason  | Tiercé en pairle renversé: au 1er de sinople à la gerbe de blé d'or liée de gueules, au 2e de gueules au coq d'or, au 3e d'argent au lion léopardé de sable, armé et lampassé de gueules. |
| Blason de Nogent-le-Bernard | Détails | Le statut officiel du blason reste à déterminer. |